# Harold Dow Bugbee
Harold Dow Bugbee (15 de agosto de 1900 — 27 de março de 1963), foi um artista norte-americano, ilustrador, pintor, e fundador do Museu Histórico Panhandle-Plains em Canyon, Texas.Bugbee procurado com considerável sucesso se tornou um dos artistas mais dominante da faculdade South Plains College, em Texas.